# Relief en creux (géomorphologie)
 (mars 2013).
Si vous disposez d'ouvrages ou d'articles de référence ou si vous connaissez des sites web de qualité traitant du thème abordé ici, merci de compléter l'article en donnant les références utiles à sa vérifiabilité et en les liant à la section « Notes et références ».

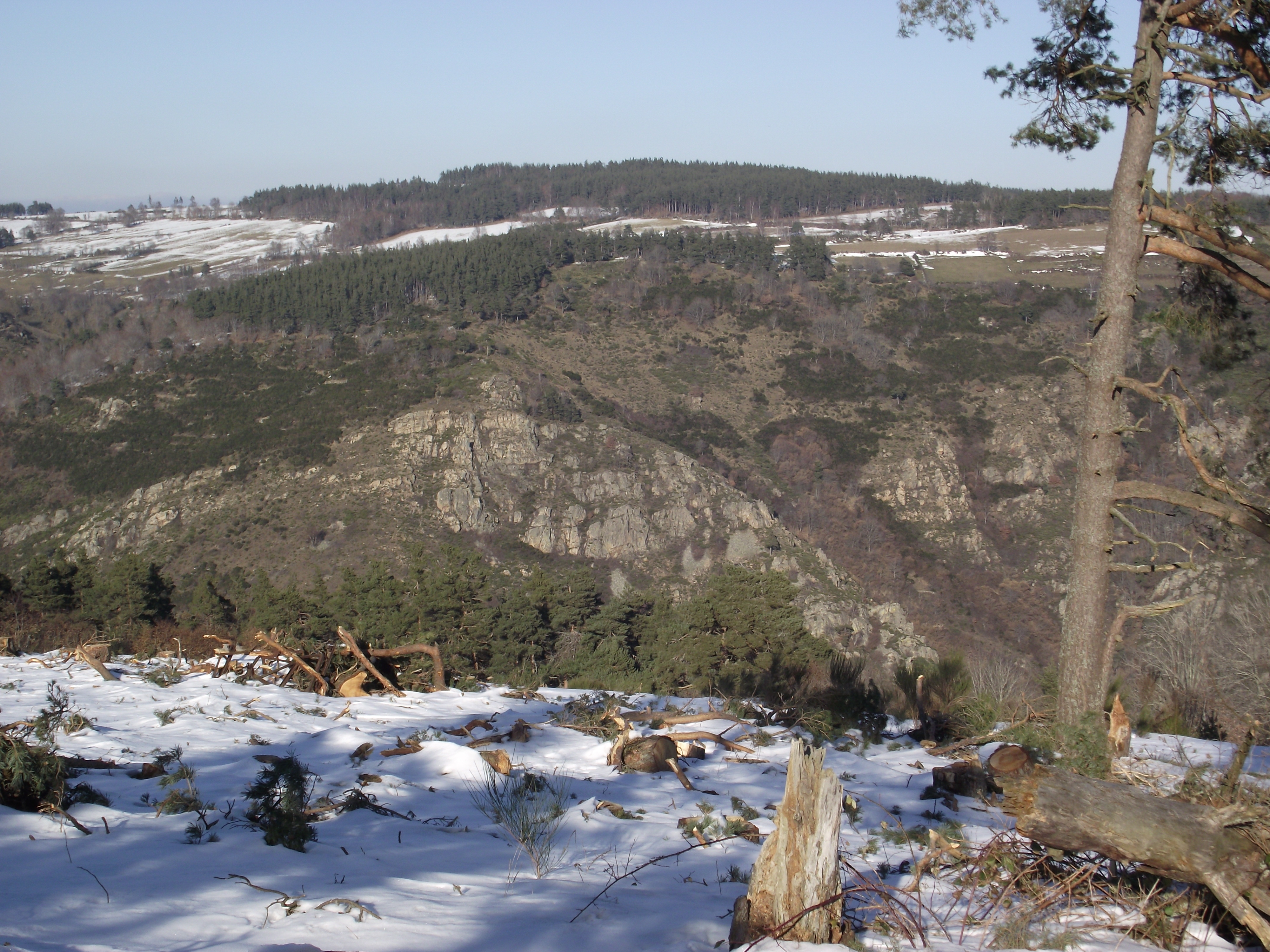
La vallée de l'Enfer (Massif central, Lozère) est un exemple caractéristique de relief en creux. Elle se présente sous la forme d'une vallée très encaissée (profondeur : 400 m), creusée dans un plateau composé de roches métamorphiques et granitiques.

Un relief en creux caractérise des massifs anciens pénéplanés et ensuite rajeunis par des mouvements tectoniques. Le réseau hydrographique s'encaisse dans les plateaux portés en altitude et y forme des gorges. De tels massifs présentent de grandes surfaces au relief monotone, héritages de l'ancienne pénéplaine, brusquement coupés par des vallées profondes qui gênent les communications. On trouve par exemple cette forme de relief dans les massifs hercyniens d'Europe de l'Ouest (Massif central, Massif armoricain, Massif schisteux rhénan, ...) soulevés à l'ère tertiaire par l'orogénèse alpine et sur lesquels l'érosion fluviale est de nouveau active.